# Birk Irving
Birk Irving (Denver, 1999. július 26. –) ifjúsági olimpiai bajnok amerikai síakrobata.

## Élete
1999-ben született Denver Englewood nevű városrészében. Húgával, Sveával – aki félcső és slopestyle versenyszámokban versenyez – szüleitől hamar eltanulta a téli sport iránti szeretetet, hiszen apja, Brendan Irving a colorádói Winter Park egyik síparadicsomában dolgozik, míg édesanyja, Stephanie Irving egykori alpesi versenyző. Kétévesen kezdett el síelni, és 8 éves volt, mikor először versenyen indult.
A 2014-es amerikai nemzeti junior bajnokságon az első helyen végzett félcsőben, és hatodik lett a junior freestyle világbajnokságon (2014). Egy évvel később, az olasz Alpokban (Valmalenco) rendezett junior vb-n bronzérmes lett. 2016 februárjában – négy héttel azután, hogy szárkapocscsont-törést szenvedett – a lillehammeri téli ifjúsági olimpiai játékokon megnyerte a fiú félcső döntőjét.